# Salvia divinorum
Salvia divinorum o salvia de los adivinos es un planta herbácea perenne de la familia de las lamiáceas,  originaria de México donde se encuentra en Oaxaca en San José Tenango.

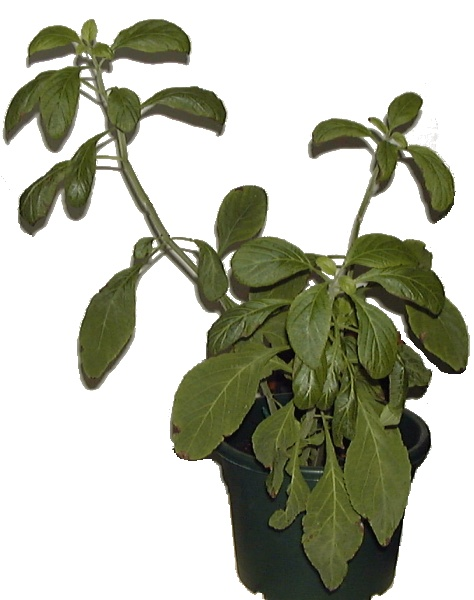
Vista de la planta

## Descripción
Salvia divinorum tiene grandes hojas de color verde, ovales (a menudo también dentadas), con un tono amarillo que alcanza de 10 a 30 cm de largo. Las hojas no tienen pelos en las superficies, y poco o nada de peciolo. La planta alcanza más de 1 metro de altura, con tallos huecos cuadrados que tienden a romperse o rastreros que enraízan en el suelo muy fácilmente en los nudos y los entrenudos.
Las flores, que florecen rara vez, crecen en forma de espiral en inflorescencias con cerca de seis flores en cada verticilo. Las flores son blancas, curvadas y cubiertas de pelos, con un cáliz violeta pequeño que está cubierto de pelos y glándulas. Cuando florece en su hábitat nativo, lo hace desde septiembre hasta mayo. 
Los primeros autores cometieron un error en la descripción de las flores como corolas de color azul, según Epling y la descripción de Játiva. El primer material vegetal se recibió en seco, por lo que la base del color de la flor, en una descripción errónea por Hofmann y Wasson, que no se dio cuenta de que sus "flores de color azul, coronadas con una cúpula blanca" eran en realidad cálices violetas sin abrir con corolas blancas.

### Sistemas reproductivos
Se la reproduce por esquejes al ser un cultígeno como se ha venido especulando, y también por enraizamiento de las hojas. Raramente produce semillas viables.

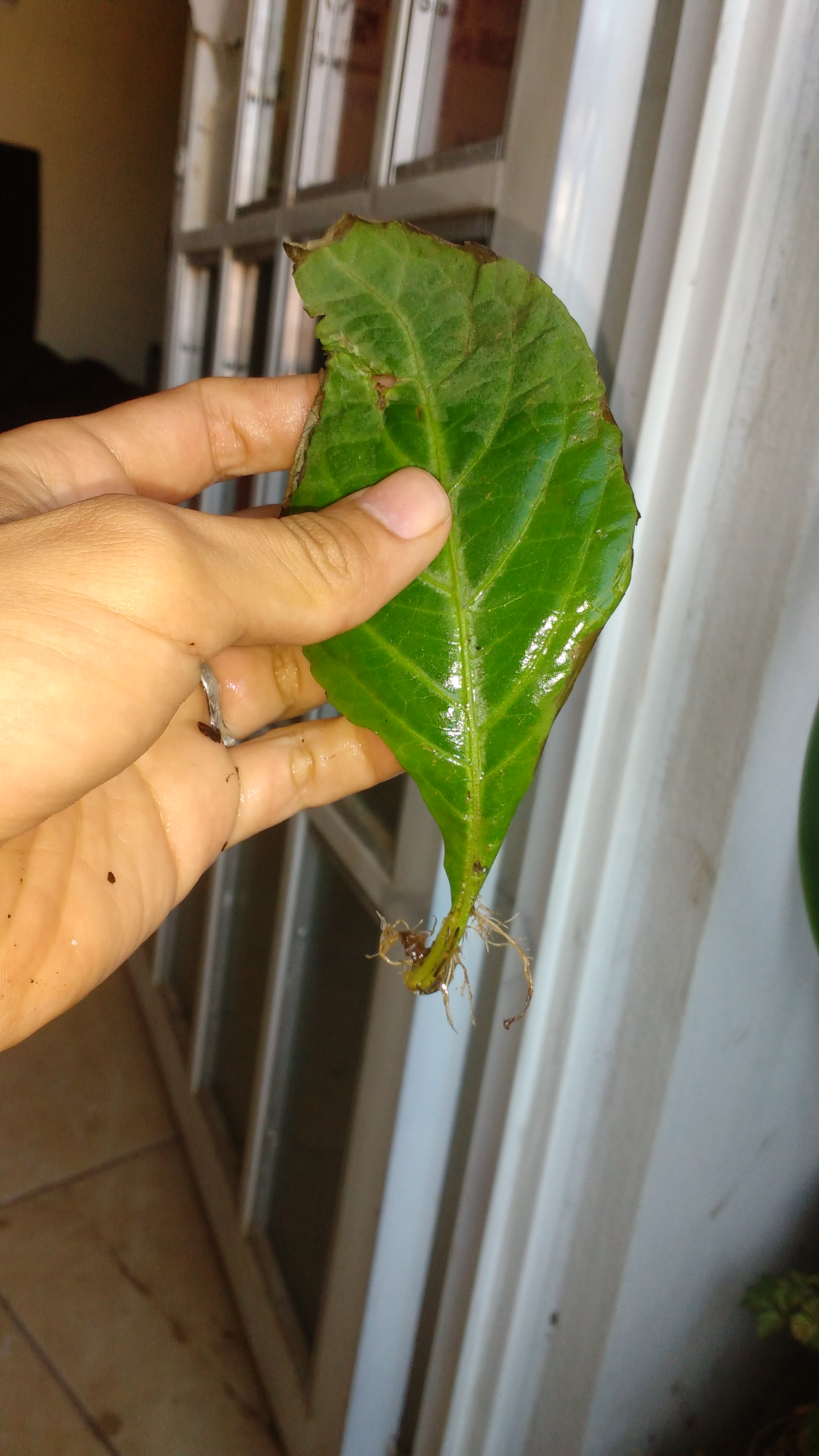
Hoja de Salvia con raíces

## Taxonomía
Salvia divinorum fue descrita por Carl Clawson Epling (abrev.: Epling) y Carlos D. Játiva (abrev.: Játiva) en 1962 y publicada en Botanical Museum Leaflets de la Universidad de Harvard.
Etimología
Ver: Salvia
divinorum: epíteto latino que es la forma del genitivo plural masculino del adjetivo divinus. Significa literalmente "de los divinos", es decir, "de los dioses".

## Historia
En Occidente, se habló por primera vez de la Salvia divinorum, llamada también hierba María, hierba de los dioses, ska pastora o ska María en 1939, cuando un antropólogo mencionó la existencia de una infusión de esta hierba, de características visionarias, usada por los chamanes para la adivinación en la mayoría de los pueblos maya en México. En 1962 fueron llevadas muestras a Europa, identificándose así la nueva especie, miembro muy raro de la familia de las salvias o las mentas cultivada por el pueblo de los mazatecos. Posteriores investigaciones dieron a conocer su utilidad ritual y terapéutica.

## Importancia económica y cultural

### Principios activos

Estructura química de la Salvinorina-A

El principio activo de la Salvia divinorum es la llamada salvinorina-A, que provoca fuertes alucinaciones, y su estructura molecular es diterpénica. A diferencia de los alucinógenos, no es un alcaloide, es decir, su molécula no contiene nitrógeno y de hecho se dice que es el primer agonista opioide no nitrogenado de origen natural. Posteriormente se ha descubierto que contiene también otros compuestos que han sido llamados salvinorina-B (no psicoactiva) y divinorina-C (que potencia los efectos de la salvinorina-A).

### Mecanismo de acción y formas de empleo
Se creía que la  salvinorina-A no actuaba a través de ninguno de los neurotransmisores conocidos. Se ha dicho que su molécula en realidad no es alucinógena sino onirógena; es decir, que dispara el mecanismo cerebral que cambia el estado de vigilia por el estado de sueño, pero reteniendo la de conciencia (el llamado “sueño consciente”).
Recientemente se ha descubierto que es un potente agonista de los receptores opioides kappa (que producen analgesia espinal, miosis y sedación) y que no tiene acciones sobre los 5-HT2A serotoninérgicos, principal mecanismo molecular responsable de las acciones de los alucinógenos clásicos. Estos estudios sugieren un importante papel de los receptores kappa sobre la modulación de la percepción humana y una nueva vía terapéutica para el tratamiento de las patologías relacionadas con las distorsiones percepturales tales como la esquizofrenia, la demencia y los desórdenes bipolares.
Las hojas de Salvia divinorum tradicionalmente se han administrado en forma oral, en infusiones o masticándolas. En Europa y los Estados Unidos recientemente se ha adoptado la modalidad de secar hojas de Salvia divinorum o hacer extractos muy poderosos y fumarlos en bongs o pipas de agua encendidas con mecheros estilo soplete, ya que la salvinorina-A tiene una temperatura de vaporización muy alta, por lo que fumarla en un cigarro o pipa convencional con el fuego de un encendedor convencional no sirve de mucho. Si se mastican las hojas frescas, sus efectos inician a los 30 minutos después de la ingestión y se prolongan durante poco más de una hora. Si se fuman secas o en extracto comienzan a surtir efecto a los 30 segundos y declinan pocos minutos después. La salvinorina-A no es adictiva, por lo cual en algunos países es legal.

### Efectos psicológicos y fisiológicos
La salvinorina-A tiene efectos psicoactivos bruscos e intensos, bastante distintos de los de otros psicodélicos. Experimentos recientes con salvinorina-A han mostrado diversos resultados que van desde experiencias introspectivas muy agradables hasta intensidad y terror alarmantes.
Los efectos de la salvinorina-A son muy sensibles a la luz y a la estimulación sonora. Sus propiedades psicoactivas sólo pueden ser experimentadas en la oscuridad y en silencio, contrariamente a los alucinógenos serotoninérgicos.[cita requerida]
Sobre sus efectos fisiológicos, únicamente se sabe que provoca un descenso en la temperatura corporal, de la presión sanguínea y sudoración. Puede presentarse un ligero dolor de cabeza el día posterior a la administración.
No hay estudios sobre el consumo prolongado. Algunos sujetos relatan experiencias cuando se administra fumada en las que su mente se abstrae, sin poder reconocer la realidad que le rodea, con incapacidad de hablar y llegando a perder el sentido de la realidad; pero durante un corto lapso que puede llegar a un máximo de 2 o 3 minutos.

### Régimen legal actual
La salvinorina-A acaba de ser aislada y aún no está sujeta a control internacional. El cultivo y comercio de la Salvia divinorum es legal hasta el momento excepto en Alemania, Australia, Finlandia, Italia, Dinamarca y Suecia, así como en algunos de los estados de EE UU. En Irlanda está permitido su consumo y venta al público. En España su venta al público para usos medicinales está prohibida desde 2004, no así para usos ornamentales.
En Chile se encuentra prohibida su siembra, plantación, cultivo o cosecha desde febrero de 2008; calificándose como especie vegetal productora de sustancias estupefacientes o psicotrópicas, de acuerdo al artículo 5.º del decreto n.º 867 de 2007.  Sin embargo, su consumo para uso estrictamente personal no está penado.